# 1858年3月15日日食
1858年3月15日日食为一次在协调世界时1858年3月15日出現的日環食。該次日食食分為0.9996，食甚維持0分2秒。

## 概述
這次日食的食分是0.9996，環食維持0分2秒。

## 基本參數
- 類型：日環食
- 食甚資料：
  - 日期：1858年3月15日
  - 時間：12時5分28秒
  - 地點：33N 21W
  - 食分：0.9996
  - 日環食持續時間：0分2秒

## 外部連結
- NASA日食專頁（页面存档备份，存于）（英文）